# Deposição induzida por feixe de elétrons
Deposição induzida por feixe de elétrons (citado na literatura como EBID, do inglês electron beam-induced deposition) é um processo de decomposição de moléculas gasosas por um feixe de elétrons conduzindo à deposição de fragmentos não voláteis em um substrato próximo. O feixe de elétrons é geralmente fornecido por um microscópio eletrônico de varredura que resulta em exatidão espacial elevada (abaixo de um nanômetro) e possibilidade de produzir estruturas tridimensionais independentes.

## Processo
Feixe de elétrons focalizado de um microscópio eletrônico de varredura (MEV) ou microscópio eletrônico de varredura por transmissão (MEVT) é comumente usado. Feixe de íon focalizado pode ser aplicado alternativamente, mas então o processo é chamado deposição induzida por feixe de íons (citado na literatura como IBID), do inglês ion beam-induced deposition). O material precursor é um gás, líquido ou um sólido. Sólidos ou líquidos são gaseificados antes da deposição, geralmente através de vaporização ou sublimação, e introduzidos, a uma taxa controlada com precisão, na câmara de vácuo do microscópio eletrônico. Alternativamente, precursor sólido é sublimado pelo próprio feixe de elétrons.
Quando a deposição ocorre a uma temperatura elevada ou envolve gases corrosivos, uma câmara de deposição especialmente projetada é usada; isolada do microscópio, e o feixe é introduzido nela através de um orifício de tamanho micrométrico. O orifício de pequeno tamanho mantém a pressão diferencial no microscópio (vácuo) e da câmara de deposição (sem vácuo). Tal modo de deposição tem sido utilizada para EBID de diamante.